# Грейс Стробел
Грейс Елізабет Стробел (англ. Grace Elizabeth Strobel) (нар. 28 червня 1996 року) — модель, представник бренду та мотиваційний спікер із Сент-Луїса . Вона є першою американкою із синдромом Дауна, яка представляє велику міжнародну лінію засобів догляду за шкірою.  Вона є захисницею прав людей з інвалідністю, «місія якої полягає у зміні погляду та сприйняття людей з інвалідністю в суспільстві». 